# 메리디아니 평원

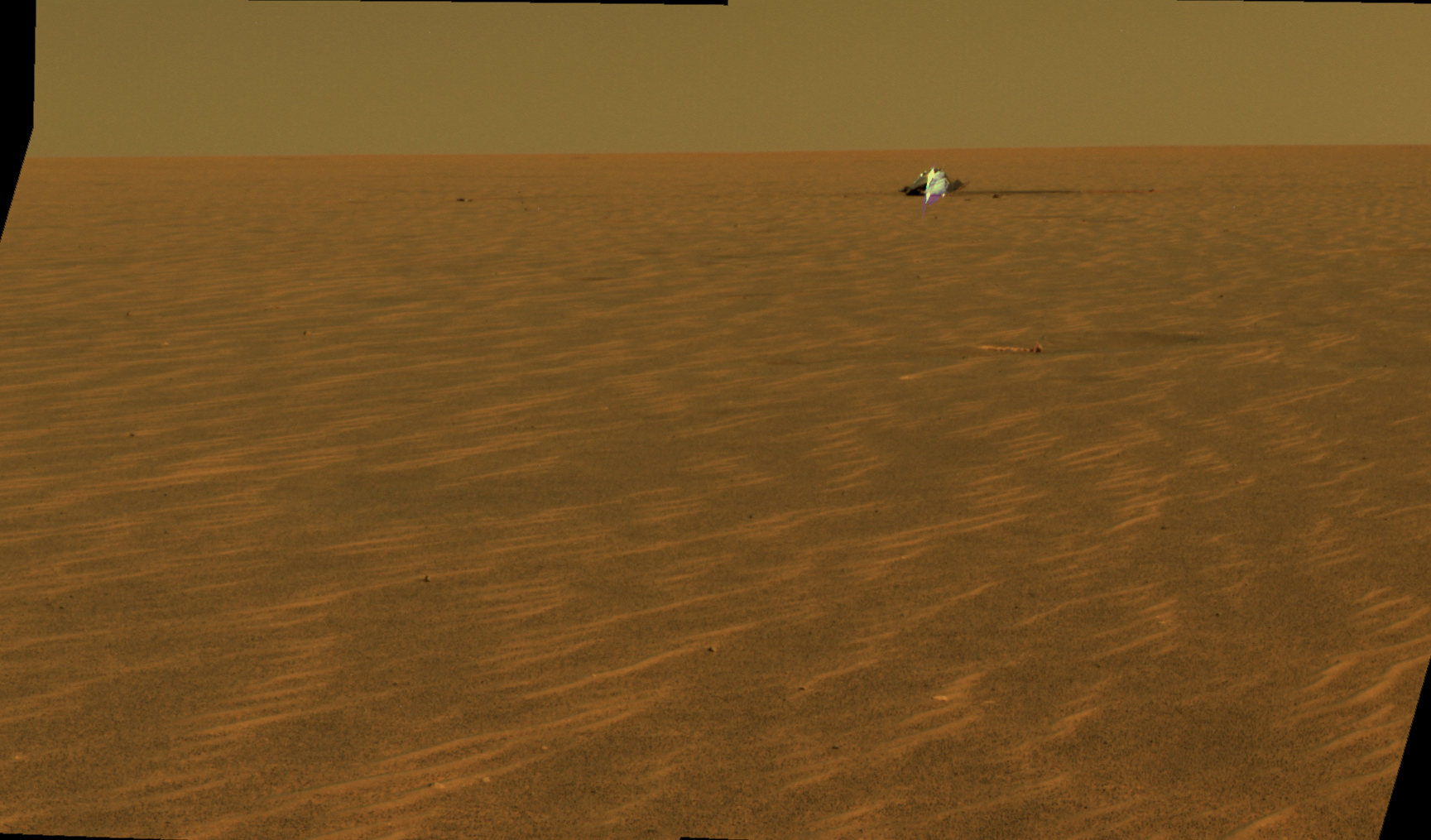

메리디아니 평원(Meridiani Planum, Meridiani plain, Meridiani plains, Terra Meridiani, Terra Meridiani plains)은 화성의 적도를 가로지르는 넓은 평야이며 산화철을 많이 포함하는 수많은 구형으로 덮여 있거나 이 평원을 중심으로 하는 지역이다. 그것은 인접한 땅을 포함한다. 평원은 결합수를 많이 포함하는 거대한 퇴적물 위에 자리 잡고 있다. 구형의 산화철은 결정질(회색) 적철광(Fe2O3)이다.
메리디아니 평원은 화성에서 가장 철저하게 조사된 지역 중 하나이다. NASA의 화성 탐사 로버(MER) 오퍼튜니티와 관련된 과학자들이 많은 연구를 수행했다. 이러한 조사에서 발견된 두 가지 두드러진 특징은 이 평원의 지질학적 역사에서 물의 흐름과 수성 화학 작용의 작용이며, 특히 평원의 꼭대기에 느슨하게 놓여 있는 주로 회색 적철광으로 구성된 작은 구가 풍부하고 편재되어 있다는 점이다. 토양과 퇴적물 내부에 박혀 있다. 느슨한 표면 구형은 퇴적물에서 침식되었다. 이 지역은 비공식적으로 "블루베리"라고 불린다. 평야의 퇴적물은 매우 높은 황 함량(황산염)과 높은 인산염 수치를 가지고 있다.
메리디아니 평원의 경계는 화성 행성 과학자 커뮤니티에서 확고히 확립되어 있지 않은 상태이다. 그러나 1990년대 말과 2000년대 초에 적철광이 포함된 평야의 경계는 위성 마스 글로벌 서베이어(Mars Global Surveyor)의 열 방출 분광계(TES)에 의한 평야 표면 적철광의 궤도 탐지 정도에 따라 실질적으로 정의되었다.